# Кукобой
Кукобо́й — село в Первомайском районе Ярославской области на реке Ухтома.

## Этимология
Название села происходит от саам. ku'kk — «длинный», либо от фин. Kukku — «вершина горы» или карел. Kukko — «петух». Вторая часть — саам. vuoi — «река».

## История
Первое упоминание села сделано в купчей князя Кемского, датированной 1526 годом.
В конце XIX — начале XX века село являлось центром Подорванской волости Пошехонского уезда Ярославской губернии.
В 1929—1971 годах Кукобой был центром Первомайского района.
В 2004 году Кукобой был объявлен «родиной Бабы-Яги» — её «день рождения» здесь празднуется 26 июня. Был также создан музей Бабы-Яги («избушка на курьих ножках»). Создание этого бренда дало 13 рабочих мест и сделало село привлекательным туристическим местом. Русская православная церковь выступила с резким осуждением «поклонения Бабе-Яге».

## Население
| 1859 | 1914 | 1959  | 1970  | 2002  | 2007  | 2010 |
| ---- | ---- | ----- | ----- | ----- | ----- | ---- |
| 19   | ↘15  | ↗1177 | ↗1525 | ↘1060 | ↘1053 | ↘886 |

## Инфраструктура
В селе имеются Первомайская средняя школа села Кукобой, детский сад, дом культуры, участковый пункт полиции, отделение почтовой связи.

## Достопримечательности
В селе расположены Храм Спаса Нерукотворного Образа (1909—1912 гг.) (архитектор — Василий Косяков), построен местными мастерами на деньги купца Ивана Агаповича Воронина, и недействующая Церковь Успения Пресвятой Богородицы (1836).